# Шунково (Псковська область)
Шунково (рос. Шунково) — присілок в Псковському районі Псковської області Російської Федерації.
Населення становить 14 осіб. Входить до складу муніципального утворення Карамишевська волость.

## Історія
Від 2015 року входить до складу муніципального утворення Карамишевська волость.

## Населення
| 2001 | 2002 | 2010 |
| ---- | ---- | ---- |
| 31   | ↘27  | ↘14  |